# El día de mañana (serie de televisión)
El día de mañana es una serie de televisión española original de Movistar+ producida en colaboración con MOD Producciones. Creada por Mariano Barroso y Alejandro Hernández, sobre la novela homónima de Ignacio Martínez de Pisón. Narra la historia tejida en torno a la vida de Justo Gil tras su llegada a la Barcelona de la segunda mitad de los años 60, y hasta la llegada de la Democracia. Consta de seis episodios, de unos 50 minutos de duración aproximada cada uno. Se estrenó el 22 de junio de 2018 en la plataforma Movistar+.

## Sinopsis
Justo Gil, un joven inquieto y lleno de ambiciones, llega como un inmigrante más a la próspera y prometedora Barcelona de los 60 sin nada en los bolsillos y dispuesto a convertirse en un hombre de éxito. La ciudad, en pleno viraje hacia la modernidad, parece sin  duda el lugar ideal para ello: un oasis de libertad, posibilidades y futuro en mitad del páramo del franquismo.
En su carrera hacia la cima, la vida de Justo se cruzará con la de Carme Román, una joven aspirante a actriz con la que iniciará una historia de amor que les perseguirá durante años. Y también con Mateo Moreno, policía de la temida Brigada Social que le internará en una oscura red de espionajes y delaciones al tiempo que se convierte en un extraño amigo para Justo. 
Buscando su sitio en la ciudad, Justo, Carme y Mateo se irán mezclando con codiciosos empresarios, jóvenes juerguistas de la 'gauche divine', policías sin escrúpulos, estudiantes rebeldes o miembros de la resistencia antifranquista:  habitantes de una ciudad en ebullición que atraviesa un momento irrepetible.

## Reparto
Reparto Principal
- Oriol Pla, como Justo Gil
- Aura Garrido, como Carme Román
- Jesús Carroza, como el policía Mateo Moreno
- Karra Elejalde, como el Comisario Landa

Reparto Secundario
- David Selvas
- Pere Ponce
- Nora Navas
- David Marcé
- Dafnis Balduz
- Pol López
- Max Megías

## Premios y nominaciones
Premios Iris (España)
| Año  | Categoría                           | Nominados                             | Resultado |
| ---- | ----------------------------------- | ------------------------------------- | --------- |
| 2018 | Mejor ficción (serie de televisión) | Mejor ficción (serie de televisión)   | Nominado  |
| 2018 | Mejor interpretación masculina      | Oriol Pla                             | Nominado  |
| 2018 | Mejor interpretación femenina       | Aura Garrido                          | Nominada  |
| 2018 | Mejor dirección                     | Mariano Barroso                       | Nominado  |
| 2018 | Mejor guion                         | Mariano Barroso y Alejandro Hernández | Nominado  |

Premios Feroz
| Año  | Categoría                              | Nominados             | Resultado |
| ---- | -------------------------------------- | --------------------- | --------- |
| 2018 | Mejor serie dramática                  | Mejor serie dramática | Nominado  |
| 2018 | Mejor actor protagonista de una serie  | Oriol Pla             | Nominado  |
| 2018 | Mejor actriz protagonista de una serie | Aura Garrido          | Nominada  |
| 2018 | Mejor actor de reparto de una serie    | Jesús Carroza         | Nominado  |
| 2018 | Mejor actor de reparto de una serie    | Karra Elejalde        | Nominado  |

Premios Ondas
| Año  | Categoría                                      | Nominados    | Resultado |
| ---- | ---------------------------------------------- | ------------ | --------- |
| 2018 | Mejor intérprete masculino en ficción nacional | Oriol Pla    | Ganador   |
| 2018 | Mejor intérprete femenino en ficción nacional  | Aura Garrido | Ganadora  |